# Dorotea de Lorena
Dorotea de Lorena (Deneuvre, 24 de mayo de 1545 - Nancy, 2 de junio de 1621), fue miembro de la Casa de Lorena por nacimiento, y por matrimonio duquesa de Brunswick-Luneburgo-Calenberg como la esposa de Erico II, duque de Brunswick-Luneburgo-Calenberg.
Fue la tercera hija del duque Francisco I de Lorena y de la princesa Cristina de Dinamarca. Sus abuelos paternos fueron Antonio de Lorena y Renata de Borbón, y sus abuelos maternos fueron Cristián II de Dinamarca e Isabel de Austria.

## Primeros años
Dorotea fue llamada así en honor a su tía materna, Dorotea de Dinamarca, y nació lisiada o coja, lo cual fue atribuido al estrés que su madre padeció durante el embarazo (su padre, Francisco I, murió un mes después del nacimiento de su hija, el 12 de junio de 1545). Durante la visita de su tía materna y tío en 1551, ella y su hermana, Renata, fueron descritas así:

Ambas son unas pequeñas doncellas preciosas, sólo que la menor es coja y no puede caminar, por eso su tío y tía la abrazaron con más cuidado.
Julia Cartwright: Cristina de Dinamarca. Duquesa de Milán y de Lorena. 1522-1590, Nueva York, 1913

Dorotea poseía cierto encanto y alegría, lo que hizo que su hermano, Carlos, y su familia fueran devotos a ella. Ayudó a su hermano a diseñar los jardines en las terrazas, adornados con fuentes e invernaderos de naranjos, del palacio ducal: Carlos nombró a una campana en la nueva torre del reloj de Nancy en 1577 en honor a Dorotea. Asistió a la boda del rey de Francia, Enrique III, y Luisa de Lorena-Vaudémont en Reims en 1573.

## Matrimonio
El 26 de noviembre de 1575 en Nancy, Dorotea se casó con Erico II, duque de Brunswick-Luneburgo-Calenberg, un viejo amigo de su familia y quien había enviudado reciente de un desafortunado matrimonio con Sidonia de Sajonia, el cual fue estéril. En 1578, acompañó a Erico en su expedición para apoyar a Juan de Austria en Namur. Ese mismo año, Erico fue empleado por Felipe II de España en su intento de conquistar Portugal. Dorotea vivió en la corte española, y se convirtió en amiga íntima del rey. Felipe II ordenó que una parte del salario de Erico le fuese entregado a ella en vez de a él, le hizo regalos personales, le otorgó una licencia para minar en ciertas minas de oro, y la sucesión de su esposo en Tortona, la provincia italiana que se le entregó a la madre de Dorotea, Cristina de Dinamarca, en su dote, tras la eventual muerte de ésta.
En 1582, Dorotea persuadió a Antonio Perrenot de Granvela para que recomendase a Erico al puesto de virrey de Nápoles.

## Viudez, segundo matrimonio y últimos años
Su marido murió en 1584. Debido a que el matrimonio no tuvo hijos, el ducado paso a Julio de Brunswick-Wolfenbüttel. Ese mismo año, Dorotea, muy devota de una antigua estatuilla que representa a María con el Niño, la confía a su confesor, el jesuita Rafael Fabrica, para que la tenga a salvo en Italia, temiendo que la iconoclastia que se extendía debido a la reforma protestante, podría provocar su destrucción. Dado que Fabrica era de Forlì, la estatua llegó a dicha ciudad, donde hasta hoy se conserva y venera en la Iglesia del Corpus Domini con el nombre de Nuestra Señora de Alemania.
Después de la muerte de Erico, Dorotea vivió con su madre en Tortona. En 1589, conoció a su sobrina, Cristina de Lorena, en Lyon y le escoltó a su boda con el gran duque de la Toscana, Fernando I de Médici, en Marsella. Acompañó a su madre hasta la muerte de esta en 1590.
En 1597, Dorotea se casó en segundas nupcias con un noble francés, Marc de Rye de la Palud, marqués de Varambon y conde de la Roche y de Villersexel, quién murió un año más tarde en diciembre de 1598. En 1608, Dorotea regresó a Lorena para cuidar de su hermano, Carlos III, en su lecho de muerte. Permaneció en Lorena por el resto de su vida; muriendo en 1621.